# 傳說 (Raidas歌曲)
傳說是香港男子組合Raidas於1987年推出的粵語歌曲，由Raidas成員黃耀光作曲及編曲、林夕填詞、Raidas成員陳德彰主唱，收錄於同年出版的個人專輯《傳說》內。歌詞取材自多部粵劇作品。此歌為Raidas的代表作之一，亦是在香港粵語流行音樂界具代表性的作詞家林夕之早期成名作之一。

## 創作與製作
傳說時長4分05秒，以
拍的B小調創作，每分鐘122拍，由Raidas成員黃耀光負責作曲及編曲，林夕填詞。

### 背景
原名梁偉文的林夕早年著力於新詩研究及創作，在1980年代中期開始涉足流行曲歌詞創作，他與Raidas合作、黃耀光作曲的吸煙的女人獲得了1986年「ABU亞太流行歌曲創作大賽香港區決賽」亞軍後，翌年藝視唱片為Raidas推出首張大碟專輯《傳說》，當中大部分歌曲都是由黃耀光作曲、林夕填詞，傳說即為此專輯的同名主打歌。在創作吸時，詩人出身的林夕仍在摸索詩與歌詞的差異，而創作此專輯的歌曲時已趨成熟。林夕將傳說視為當時彰顯自己「身價」的重要作品之一。Raidas其後大部分歌曲都是由林夕填詞。

### 樂曲
此歌樂曲的特色是將中樂曲風融入電子音樂中。在此歌發表前，同年稍早香港已出現Made in HK及達明一派的石頭記兩首具有類似風格的歌曲。據樂評人黃志華，黃耀光在更早時期已有加入中樂元素的想法，可惜在創作傳說時才實踐。

### 歌詞
歌詞方面，據林夕透露，他共寫了四個版本，兩個取材自《西遊記》，一個關於詩詞，另一個則是最終被灌錄發行的版本，以愛情為題，Raidas選擇此版本，因認為聽眾會較有共鳴:178。歌詞以現代與古代愛情觀的對比為主題，在描寫古代愛情觀時引用了著名粵劇劇目《帝女花》、《紫釵記》，及經典戲曲題材《梁山伯與祝英台》為典故，這些歌詞佔了全曲的一半之多。描寫古代愛情觀的部分主要以文言文寫成，描寫現代愛情觀則傾向白話文，亦有鮮明對比。

## 評價
學者朱耀偉認為此歌歌詞顯示了林夕不論文言文及白話文皆能運用自如的文字功力，又評道：「林夕不揣配樂電子化，大膽的以文言入詞，讓電子音樂與帶有中國味道的旋律和文言歌詞碰撞，擦出了粵語流行歌詞前所未有的火花。」:179，他又認為歌詞的寫作手法與英國詩人T·S·艾略特的詩作荒原有相似之處，俱是將不同的語言風格進行碰撞，體現作品主旨:180-181，林夕回應這個看法時表示自少便閱讀不同類型的經典文學作品，思想往往因此得到啟發。
樂評人黃志華比較了傳說與更早推出的徐小鳳歌曲夢飛行（林敏驄填詞），兩者同以古代為題材，黃志華認為傳說在歌詞層次及曲詞配合上都較優勝。

## 流行文化
- 1991年西港城電視廣告歌曲改編自傳說。
- 2017年香港電影《春嬌救志明》中，有一幕是楊千嬅等人所飾演的女性角色們在卡拉OK合唱傳說，讓此歌再受關注。[13][14]

## 備註
1. ↑  按2006年專輯《香港BAND壇盛世回憶錄》收錄之版本。
2. ↑  按專輯所載資料。
3. ↑  如「庵中孤清清 長平難逃情 江山悲災損 流離仍重圓」、「花燭映窺粧 難為郎情長
交杯飲砒霜 泉台諧盟鸞」。
4. ↑  如「小玉典珠釵 鉛華求長埋 祝君把新歡 乘龍投豪門」、「小玉休相迫 檀郎無忘情
三載失釵鳳 瑤台求重逢」。
5. ↑  如「自古書裡說梁祝 寧願化蝶飛出苦痛 我也要化蝶躲入傳說內」。